# سيدارية
سِيْدَارِيَة أو سَيْدَرَة (الاسم العلمي: Cidaria)، جنس حشرات عثية من حرشفيات الأجنحة وفصيلة الأرفية. وصفت من قبل جورج فريدريش تريتشكي في عام 1825.